# Třenový zub
Třenové (nebo dvourohé zuby čili premoláry-dentes premolares) jsou zuby umístěné mezi špičáky a stoličkami. U lidí najdeme dva třenové zuby na čtvrtinu stálé sady zubů, což dělá osm třenových zubů na plný chrup. Tyto zuby mají alespoň dva hrbolky. Třenové zuby mohou být považovány za přechodné zuby mezi špičáky a stoličkami. Mají vlastnosti jak předních špičáků, tak zadních stoliček, takže potrava může být plynule přesouvána ze špičáků na stoličky k dokonalému přežvýkání, místo toho, aby šla ze špičáků přímo na stoličky.
Třenové zuby mají vždy jeden velký bukální hrot, zejména první třenový zub v dolní čelisti, dolní druhý mívá téměř vždy dva lingvální hrbolky.

## Další obrázky

Ústa (ústní dutina)
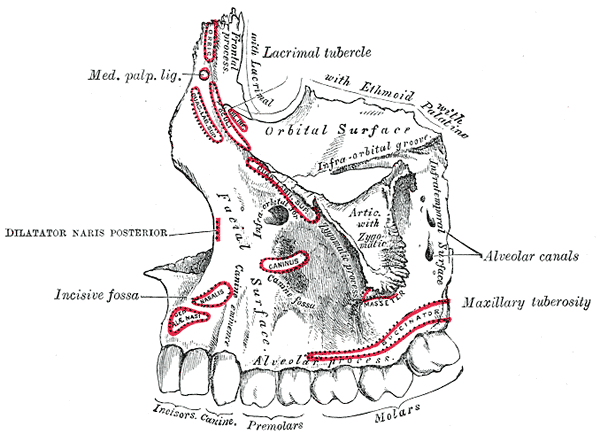
Levá horní čelist; vnější pohled
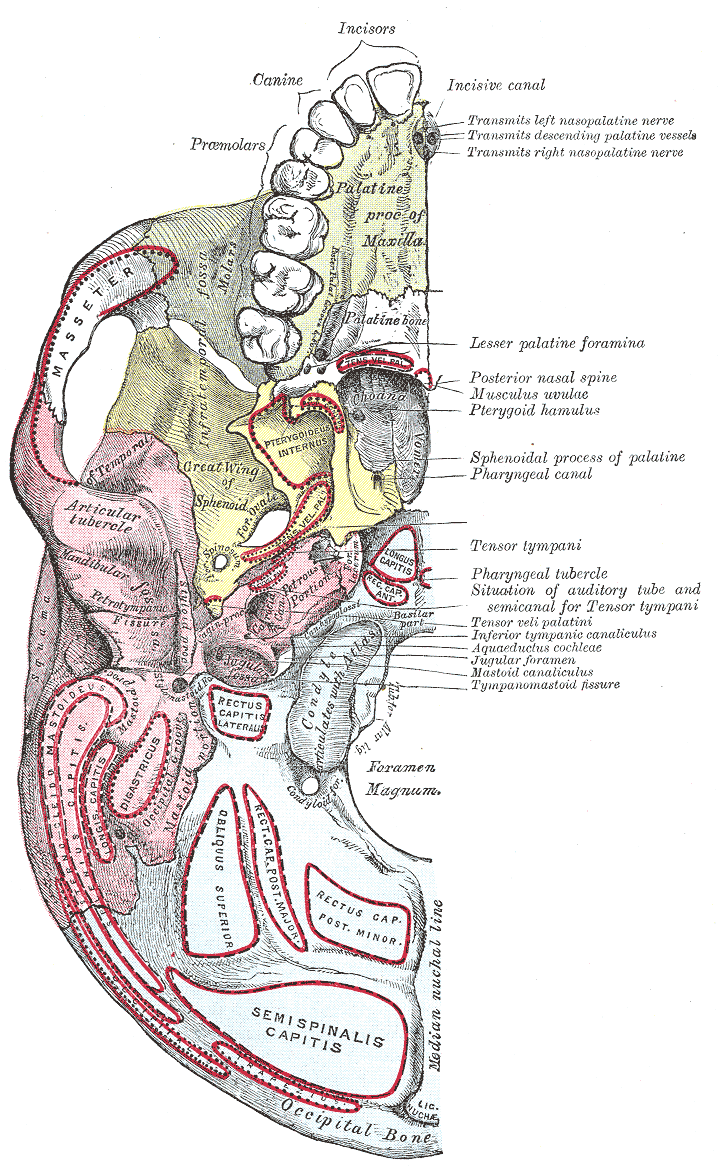
Spodek lebky; vnitřní pohled